# Romayne Wheeler
Romayne "El Iluminado" Wheeler (St. Helena, California, Estados Unidos, 28 de marzo de 1942) es un concertista de piano, compositor e investigador estadounidense, conocido por su vida y trabajo con el pueblo tarahumara, en el estado de Chihuahua, México. Aunque nació en California, Wheeler ha vivido en varias partes del mundo, inicialmente por el trabajo de su padre y después por su propia carrera como pianista. En 1980, Wheeler se interesó en la Sierra Tarahumara y su gente, debido a las fotos en la revista National Geographic. Dedicó meses de ese año a estudiar la música y danza de los tarahumaras, y en 1992 decidió vivir en esta remota zona de manera permanente, trayendo su piano consigo. Wheeler es todavía un músico activo, haciendo giras en parte del año. La mayoría de sus ingresos los utiliza para apoyo a los tarahumaras.

## Vida
Wheeler nació en 1942 en St. Helena. Sin embargo, sólo estuvo allí hasta los años de edad pues nació en una familia que se mudaba constantemente. Su padre trabajaba en las Naciones Unidas (FAO) y era un misionero de la Iglesia Adventista del Séptimo Día, lo cual le daría experiencia con las comunidades latinoamericanas e indígenas en Arizona cuando Wheeler era muy joven. Wheeler vivió en México y estuvo en la República Dominicana durante su adolescencia. Además vivió 32 años en Austria.
Wheeler empezó a tocar el piano desde su infancia, siendo sus primeras influencias latinoamericanas, especialmente de República Dominicana.
Sus padres lo enviaron a estudiar la preparatoria en Arizona, la cual él terminaría en Monterey, California. En 1961, se fue a Austria para estudiar música de tiempo completo, tomando aproximadamente doce años para obtener su título como compositor en 1968 de la Universidad de Música de Viena y su título de concertista de piano en 1972 del Conservatorio de Música de Viena.

## Carrera
Es compositor, poeta, pintor, musicólogo y escritor. Desde 1968 se ha presentado en 51 países incluyendo Austria, Italia, Alemania, Suiza, Hungría, España, Inglaterra, Francia, Serbia, Eslovenia, Grecia, Creta, Israel, Líbano, Chipre, Libia, Tailandia, Nepal, Taiwán, China, Japón, Canadá, Estados Unidos, México y Perú. Estas presentaciones incluyen grandes salas de conciertos en Europa y las Américas. También hace apariciones en Viena regularmente.
Como artista visual, Wheeler pinta y dibuja, usando las mismas plumas de caligrafía que utiliza para escribir música. Sus obras han llegado a exhibiciones, que normalmente han sido combinadas con un concierto.
Permanece activo como concertista y compositor y se le conoce por dedicar su carrera musical a ayudar a los indígenas residentes de la Sierra Tarahumara.

## Vida en la Sierra Tarahumara
En la década de 1970, Wheeler decidió regresar a los Estados Unidos para estudiar la música y danza indígenas, especialmente la de los hopi, los navajo y los pima en Arizona. En 1980, le fue imposible ir a las comunidades hopi cerca del Gran Cañón por un ventisca, y se vio forzado a quedarse en un hotel en Albuquerque. En este hotel, halló una edición del revista National Geographic con fotos de la Sierra Tarahumara tomadas por el reverendo Luis Verplancken, lo cual lo inspiró a aprender de los tarahumaras y de la región de las Barrancas del Cobre.
Llegó más tarde, siendo su única guía un mapa con algunas palabras tarahumaras, con la intención de documentar la música indígena para la Universidad de Música de Viena. En su travesía por la montaña, conoció a su primera familia local, que estaba en camino de comprar suministros. Estaban comiendo y él se les unió.
Wheeler se enamoró de la zona y de su gente, los cuales han cambiado relativamente poco a pesar de la influencia de los españoles y la tecnología moderna. Desde entonces, ha sido aceptado por la comunidad tarahumara de los Munerachi, que consta de más de 380 familias en viviendas dispersas. De 1980 a 1992, visitaba para pasar dos meses, escribiendo y estudiando la danza y música de los tarahumaras, viviendo en una caverna local. En esos tiempos, trajo un piano que funcionaba con energía solar, el cual usaba para romper el hielo con los nativos. Inicialmente desconfiados del desconocido instrumento, los tarahumaras eventualmente llamarían "música del agua" a lo que tocaba Wheeler con él, siendo el agua un elemento importante en sus vidas. Wheeler compuso nuevas piezas de piano basadas en música tarahumara, interpretadas tradicionalmente en violines, con un sonido similar al jig escocés.
En 1992, Wheeler decidió vivir en la Sierra Tarahumara permanentemente. Su motivo fue que sintió que su carrera se estaba volviendo repetitiva y "robótica", habiendo tocado en todas las plazas que hubiera querido. Construyó una casa de piedra en un acantilado, por encima de un barranco, en el municipio de Batopilas. Se encuentra 1,500 metros por encima del barranco y se pueden observar lugares tan lejanos como Choix. La casa está conectada a la ciudad más cercana, Creel, únicamente por un camino de tierra. Dependiendo de las condiciones, toma entre cinco y siete horas hacer el viaje. Para vivir allí, Wheeler necesitaba su piano, un Steinway and Sons de 1917, perteneciente al Teatro Degollado, en Guadalajara, y que había sido tocado por Antón Rubinstein y por Claudio Arrau. Wheeler contrató un pequeño camión para cargar el piano y lo alineó con quince colchones y cuatro toneladas de papas, para protegerlo. El viaje duró diecisiete horas, incluido el último tramo, que requirió que dieciocho hombres tarahumaras cargaran el piano, a quienes Wheeler pagó con papas del camión. El piano llegó sin rasguño alguno. El sitio donde se localiza el hogar de Wheeler se llama "El Nido del Águila", pero los nativos también lo llaman pianchi o lugar del piano. Wheeler pasa parte del año viajando y haciendo presentaciones, y el resto lo pasa en esta casa. Aquí, el músico dice que se siente más cercano a Dios y que es un refugio donde practica, compone, escribe y pinta.
Wheeler dedica la mayoría de sus ingresos de conciertos y ventas a los tarahumaras, y el resto para subsistir. De 1985 al 2000, sus donaciones fueron para apoyar a la Clínica St. Teresita, en Creel, administrada por el mismo reverendo Luis Verplancken cuyas fotos aparecieron en el artículo de National Geographic. Desde el 2000, ha operado su propia organización sin ánimo de lucro, dedicada las necesidades médicas y educativas de la región. El trabajo de esta organización incluye el Centro Médico Retosachi, el cual cuida a más de 400 familias, y Wheeler ha convencido al gobierno austriaco para que patrocine una escuela para la comunidad Munerachi. Dice que su trabajo es poco, comparado con lo que se necesita, especialmente durante años de sequía en los que las cosechas fallan y hay hambre generalizada.
Wheeler siente que la Sierra Tarahumara es su hogar y que los tarahumaras son su gente, aunque destaque con su estatura, complexión y ojos azules. Usa camisas y huaraches tarahumaras para sus conciertos, lo cual empezó en 1985 bajo sugerencia de su vecino tarahumara, Juanito. Su primer pupilo de piano tarahumara fue su ahijado, Romeyno Gutiérrez Luna, quien estudió en el Conservatorio de Chihuahua y se ha presentado tanto en México como en los Estados Unidos. En los inicios del 2014, Romeyno y Wheeler tuvieron una gira por Europa juntos.
En el 2013, Wheeler recibió el premio Real Heroes of México, de The MEXICO Report.